# São Jorge da Beira
São Jorge da Beira é uma povoação portuguesa sede da Freguesia de São Jorge da Beira do Município de Covilhã, freguesia com 23,05 km² de área e 504 habitantes (censo de 2021), tendo, por isso, uma densidade populacional de 21,9 hab./km².
Pertence à rede de Aldeias de Montanha.
Pelo decreto n.º 43,263, de 21/10/1960, a freguesia de Cebola passou a denominar-se S. Jorge da Beira

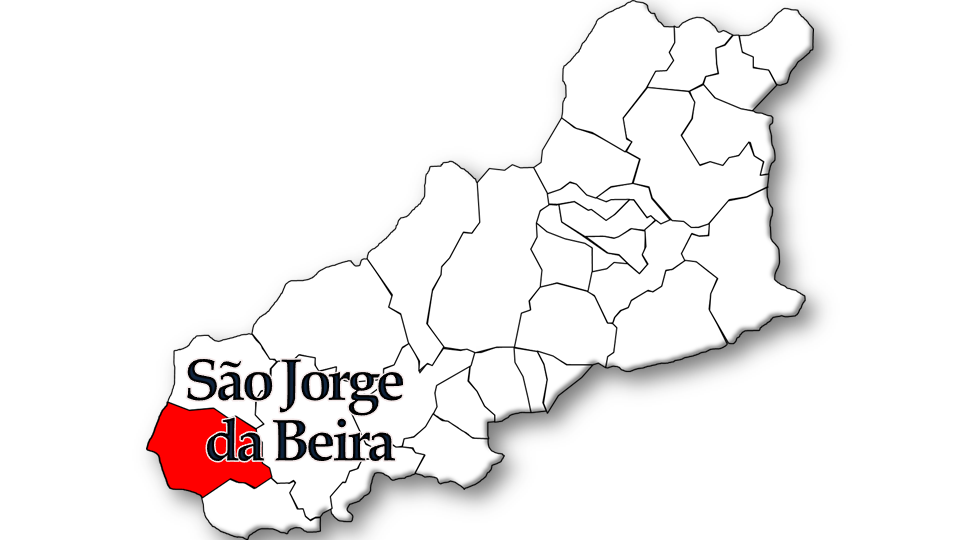
Localização da freguesia no Município de Covilhã

## Demografia
A população registada nos censos foi:
| Distribuição da População por Grupos Etários | Distribuição da População por Grupos Etários | Distribuição da População por Grupos Etários | Distribuição da População por Grupos Etários | Distribuição da População por Grupos Etários |
| -------------------------------------------- | -------------------------------------------- | -------------------------------------------- | -------------------------------------------- | -------------------------------------------- |
| Ano                                          | 0-14 Anos                                    | 15-24 Anos                                   | 25-64 Anos                                   | > 65 Anos                                    |
| 2001                                         | 65                                           | 79                                           | 351                                          | 199                                          |
| 2011                                         | 43                                           | 41                                           | 287                                          | 262                                          |
| 2021                                         | 27                                           | 24                                           | 166                                          | 287                                          |

## Localização
Localizada a 50 Km no extremo oeste da sede do município, Covilhã, no centro interior de Portugal, está São Jorge da Beira, aldeia situada numa das vertentes da serra do Açor. Além da sede, a Freguesia de São Jorge da Beira engloba ainda as seguintes localidades: 
- Panasqueira;
- Cambões;
- Vale da Cerdeira;
- Casal de Santa Teresinha;

## Economia
Devido à sua interioridade, à situação precária das Minas da Panasqueira, a ser uma zona montanhosa e às fracas vias de acesso, a freguesia tem sofrido bastante, aumentando o desemprego e como tal a emigração.
As minas, já com mais de cem anos, foram uma fonte de imigração para a região, denominada "couto mineiro". Acorreram ao couto mineiro pessoas de todo o país, para aí trabalharem. Evidentemente que ao chegarem, essas pessoas instalavam-se, não só na em São Jorge da Beira, mas também nas aldeias próximas, como a Barroca Grande e a Aldeia de São Francisco de Assis. No caso concreto de São Jorge da Beira, podemos notar que esses imigrantes teriam dificuldade em instalar-se na localidade e por isso "criavam" o seu próprio bairro. Prova disto é que o bairro a que actualmente se chama Porto, chamou-se outrora Minho, pois as pessoas vindas do norte do país aí se instalavam.

## História
A freguesia de São Jorge da Beira (antigamente denominada Cebola) espraia-se na vertente da serra do Picoto de Cebola. Desconhecemos as origens de São Jorge da Beira. No entanto, pensa-se ser uma povoação antiga. Uma terra de pastores, carvoeiros, ferreiros. Terá servido de entreposto comercial de segunda categoria às rotas comerciais que pela Serra de Cebola passavam (Rota da Lã, Rota do Sal, Carvão…).
O topónimo Cebola é referido num documento do século XIII, mais precisamente no ano de 1245:
| “ | dicta hordem outra doação de huma povaçam em termo de Covylhãa que se chama cassegas. | ” |

Nesta doação à Ordem do Templo e em referência ao seu limite geográfico é escrito:
| “ | (…) inde sicut dividit cum aerada et etiam sicut tendit ad serram de zebola usque ad sumum. (…) | ” |

Séculos mais tarde, novamente há referências à Serra de Cebola. Nos inícios do Século XVI (1503/1507) aquando da vinda dos frades à região para verificação do estado dos bens da Comenda e no relatório que fizeram refere-se:
| “ | (…) e leva há lomba sempre afundo atee hás portas da muda e de hi se vay direito aa cabeça de cebolla e de hi vay sempre pella lomba a fundo atee há portela do sueiro que he ao ponente e de hi se vai por cima da Ribeira das aradas direito aa cabeça cambam e leva há lomba dos cambões honde vay teer toda afundo antre ho bodelham e hos cambooes e de hi se vay direto aa pedra dos andoriscos que he dentro no zezer e vaisse pelo zezer acima atee há foz do ourondo onde começou e isto he ao sul. | ” |

Cebola é referida num documento de 21 de Outubro de 1719 onde são referidas as formas de pagamento dos dízimos à Comenda:
| “ | Paga todo o morador deste lugar de Cazegas e suas anexas que he o Soberal e Sabola é a Tojosa de trigo e senteio linho e vinho de dês dous num de Dízimo e outro de resão a que chamam o oitavo e este oitavo he livre e in solidum pêra a comenda e dos mais fruitos que se colhem se paga de Dez um de que tem o cabido nos dízimos a terça parte e a comenda duas partes. Esta mais em posse esta comenda neste lugar e suas anexas que todos os moradores que vão lavrar a outro destrito fora da dita comenda pagam a metade dos dízimos a esta mesma comenda (...) | ” |

Também Cebola foi palco de escaramuças entre Miguelistas e Liberais, a chamada Revolta da Serra. Sobre as datas de 24 e 25 de Outubro de 1837:
| “ | O Barão de Olleiros Comandante interino da Sub-Divisão Militar de Castello Branco, participa rm Officio de 27 do corrente mez de Outubro, que tendo notícia de haver apparecido uma guerrilha miguelista em S. Vicente da Beira, na madrugada do dia 22, a roubar os Cofres Públicos, marchou logo para o Fundão com alguns cavallos do 3º de Cavallaria commandados pelo Alferes Trena, e reunindo 30 homens da Guarda Nacional de Castello Branco, bem como 100 praças da Companhia do Fundão, seguiu a direcção da guerrilha que no dia 24 se achava em Sobra, e parte em Sebola; de Coregas (sic) foi o Alferes Trena mandado avançar a trote com as praças de Cavallaria 3 e alguns Voluntários a cavallo, para aquele ultimo ponto (Sebola, digo eu); e chegando ali ao Sol posto, atacou o inimigo e o fez debandar, deixando 4 mortos, e alguns feridos; entretanto que o resto da força, avistando-se perto da noite com os que tinham estado em Sobral e tomando posição, os obrigou, favorecidos pela noite, a esconder-se nos valles (…) | ” |

## Património
- Igreja de S. Jorge (matriz)
- Capelas de Nossa Senhora de Fátima e de Nossa Senhora da Guia (com respectivo parque)
- Capela de Nossa Senhora do Perpétuo Socorro (Casal de Santa Terezinha)
- Cruzeiros
- Moinhos de água
- Minas da Panasqueira
- Parque do Betorel

## Cultura
- Casa-Museu de São Jorge da Beira

## Principais festas religiosas
- Festa da Nossa Senhora das Dores (Festa dos Mineiros) - Fim de Semana do 3º Domingo de Julho
- São Sebastião (Bodo) - 20 Janeiro
- São Jorge - 23 de Abril

## Fonte do texto
Este artigo incorpora texto do sítio «Memória Portuguesa», verbete São Jorge da Beira, obtido a 2011-03-21 e disponibilizado sob licença GFDL.